# Vulcan

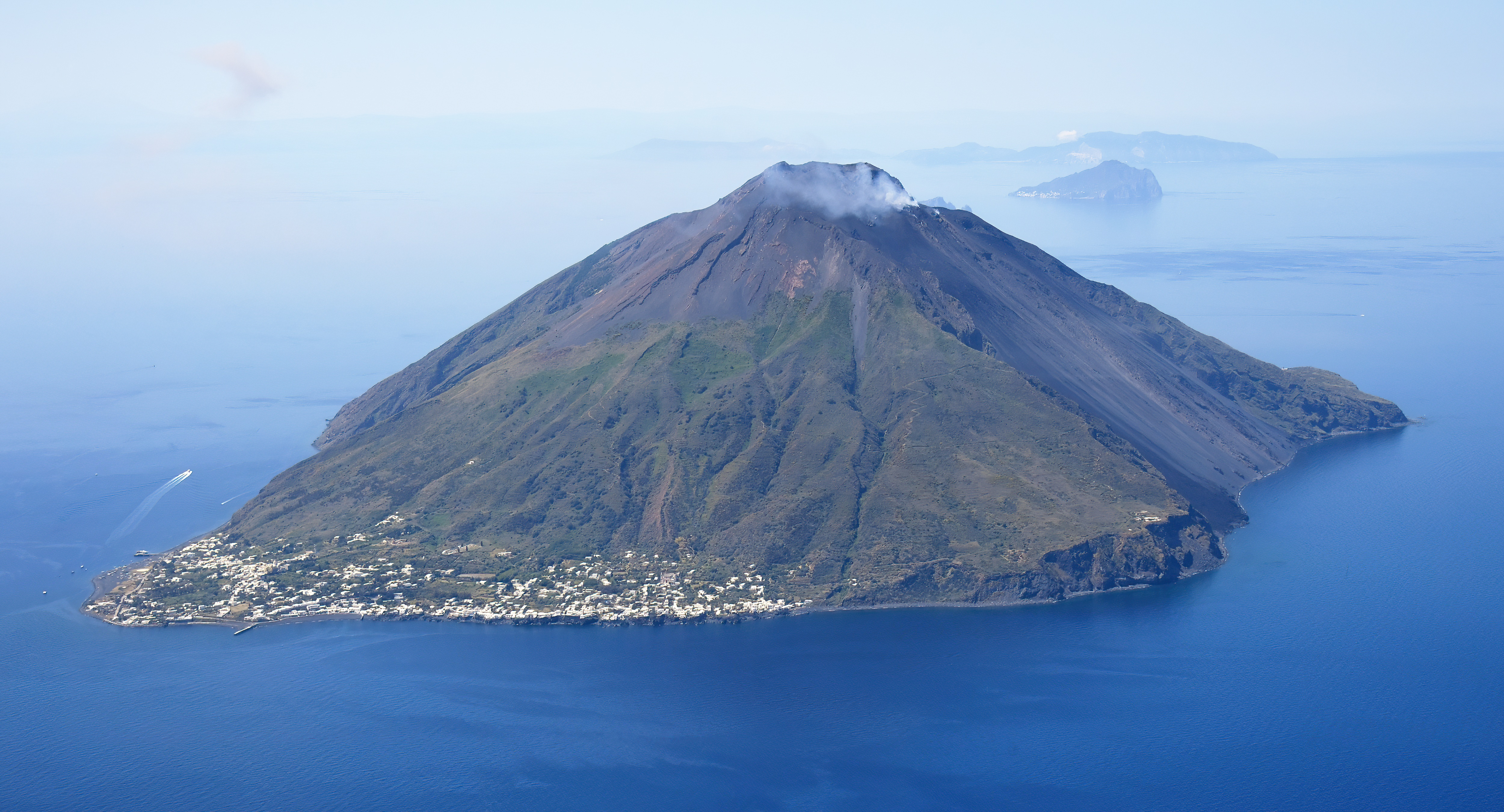
Vulcanul Stromboli

Vulcanul este formațiunea geologică de formă conică formată din acumularea materialelor rezultate din erupția magmei dintr-un focar situat la adâncime în manta sau scoarța unui corp ceresc (precum planeta Terra), printr-o deschizătură a scoarței denumită ventră vulcanică. Magma este un amestec lichid compus din diferite minerale care se află în stare topită, gaze și bucăți solide de diferite roci.

## Geneză

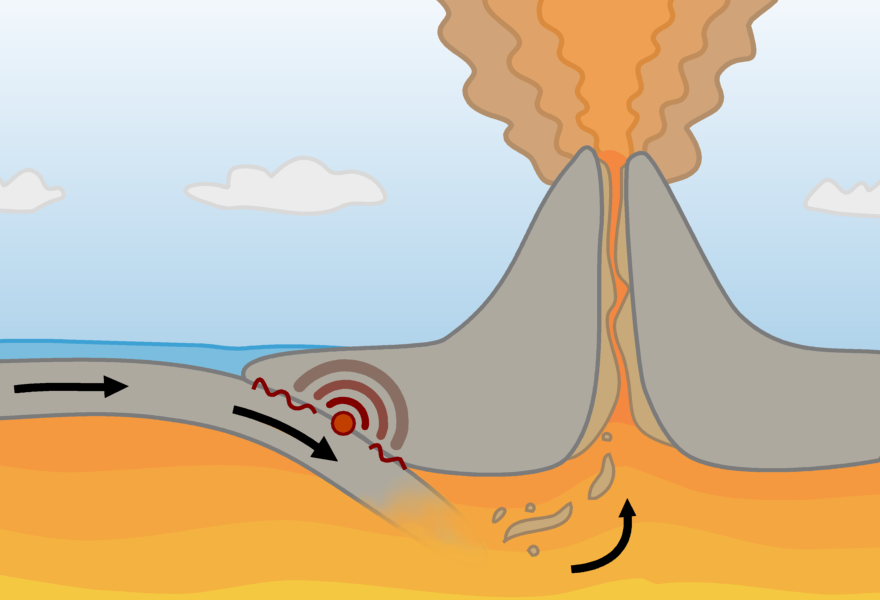
Formarea unui vulcan la marginea plăcilor continentale

Globul terestru are mai multe straturi. Profunzimea fiecărui strat geologic este determinată de greutatea specifică a rocilor componente. Astfel în centru  (miezul Terrei) se găsesc cele mai grele elemente care, prin procese fizico-chimice exoterme, ajung la temperaturi foarte ridicate (mii de grade Celsius), fapt ce determină topirea rocilor cu formare de gaze. Acest fenomen cauzează presiuni deosebit de mari, gazele cautând sa străpungă straturile de la suprafața Pământului. Rocile vecine magmei suferă procese de transformare, fiind numite roci metamorfice.
Un vulcan se formează prin ridicarea scoarței, alcătuind „conul vulcanului”, sub presiunea gazelor și magmei (rocile topite). Materiile incandescente ies la suprafață printr-un crater (deschidere cu forme si diametre diferite). Un crater puțin adânc se numește pateră.
Cu toate că vulcanii sunt în general asociați cu fenomenul de distrugere, ei au și unele efecte pozitive: minerale din adâncul Terrei fac ca solul din jurul multor vulcani să fie foarte fertil; ei creează noi forme de teren pe fundul mărilor, iar studiul vulcanilor contribuie în mod semnificativ la înțelegerea noastră cu privire la interiorul Terrei.

## Erupție

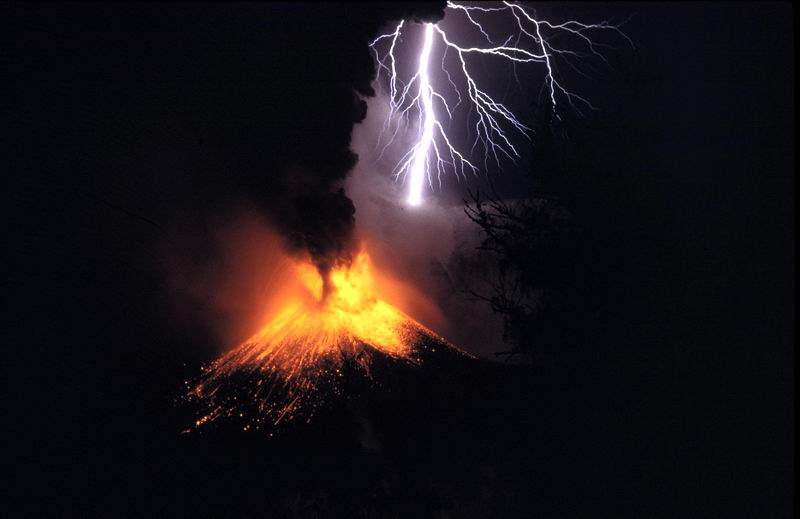
Erupția vulcanului Rinjiani cu descărcări electrice atmosferice în anul 1994

Fenomenul ieșirii magmei la suprafață este denumit erupție și are loc acolo unde scoarța terestră opune cea mai mică rezistență. Acest punct de rezistență redusă este reprezentat de crăpăturile din scoarță sau de limitele dintre plăcile tectonice continentale (ex. vulcani din Indonezia, din Cercul de foc al Pacificului), sau vulcani din Islanda.
Erupția vulcanului este însoțită de cutremure de pământ, erupție de gaze, cenușă, bombe vulcanice (fragmente rupte din crater) și lavă (vâscozitatea ei diferă după reacția acidă sau bazică a lavei) care se solidifica prin răcire.
Erupțiile vulcanice sunt de două feluri:
- erupția efuzivă este o erupție vulcanică silențioasă, care scoate la suprafață lavă bazaltică cu viteză mică (erupțiile vulcanului Kilauea din Hawaii sunt efuzive).
- erupție explozivă este o erupție puternică a unui vulcan care aruncă în aer materia pe distanțe uriașe; lava e săracă în silicat; poate fi foarte periculoasă pentru locuitorii aflați în apropiere de locul erupției.

Erupția începe printr-un jet fierbinte de gaze și vapori de apă, însoțit de materiale solide de diferite dimensiuni (cenușă, bombe vulcanice, blocuri compacte), după care lava incandescentă începe să curgă sub forma unor torenți sau a  unor suvoaie de foc pe marginile craterului. 
Dupa ieșirea lavei, erupția se linistește, dar continuă să iasă gaze. La mult timp dupa încetarea erupției, activitatea vulcanică poate continua cu emanații de gaze reci (este cazul mofetelor din România) sau cu formarea de gheizere. Vulcanii, ca stare, pot fi stinși sau activi. Cei din prima categorie se întâlnesc și în România (Oaș, Gutâi). Vulcanii activi pot avea erupții frecvente   (Stromboli-Italia, Mauna Loa-Hawaii) sau dimpotrivă pot erupe doar după mari perioade de pauză, chiar secole, precum vulcanul Vezuviu din Italia.

## Clasificare
1. După perioada de formare: 
  - vulcani tineri
  - vulcani bătrâni
2. După activitate: 

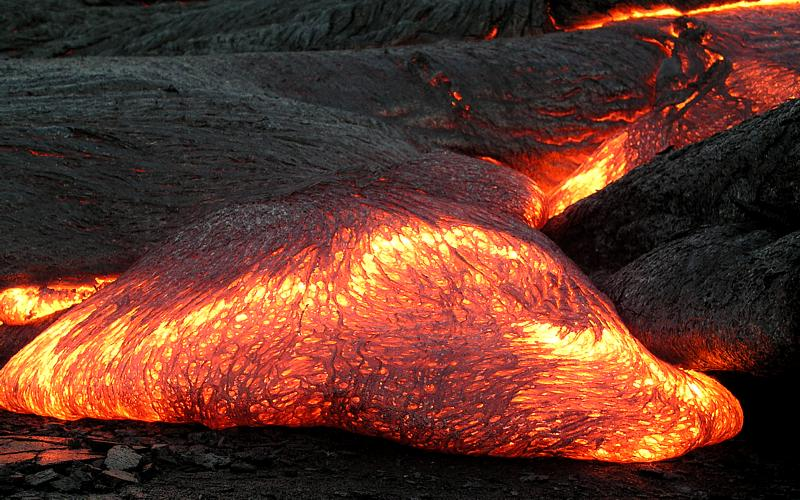
Scurgere de lavă pe Hawaii

  - vulcani activi, care continuă să erupă (ca. 600[2][necesită sursă mai bună])
  - vulcani inactivi (stinși), a căror activitate a încetat cu milenii în urmă și care nu mai au cameră magmatică.
  - vulcani adormiți, care nu au avut activitate o perioadă mai lungă de timp, de ordinul a sute sau chiar mii de ani, dar care au potențialul de a erupe în viitor. De regulă aceștia sunt cei mai periculoși și pot  produce erupții de tip exploziv.
3. După tipul de manifestare a erupției:
  - de tip islandic, cu erupții liniare de lave fluide, fără explozii
  - de tip hawaian, cu erupții centrale liniștite de lave fluide
  - de tip strombolian, cu erupții de lave fluide și explozii ritmice de gaze
  - de tip vulcanian, cu erupții de lave vâscoase care, după consolidarea în coșul vulcanic, vor fi expulzate sub formă de cenușă și bombe vulcanice prin explozii puternice ale gazelor
  - de tip peleean, cu erupții de lavă vâscoasă care se ridică în forma unui stâlp
  - de tip Bandai-San, la care exploziile foarte puternice aruncă în aer vechiul aparat vulcanic.

### Volcanic Explosivity Index (VEI)
Vulcanii sunt clasificați și după Volcanic Explosivity Index (VEI), indice care ia valori între 1 și 8.
Erupțiile de tipul VEI-4 eliberează cel puțin 0,1 km cubi, cu efecte substanțiale asupra zonei înconjurătoare. Cele de tipul VEI-5 eliberează un volum de cel puțin de 1 km cubi de materie vulcanică, care provoacă un efect devastator asupra mediului înconjurător.
VEI-6 sunt vulcanii care au eliberat un volum de cel puțin 10 km cubi cu efecte profunde îndelungate asupra zonei înconjurătoare și efecte notabile shortterm la nivel global climatice.
Erupțiile VEI-7 degajă un volum de cel puțin 100 km cubi cu efecte devastatoare pe termen lung în zona înconjurătoare și efecte profunde pe termen scurt asupra climatului global. Singura erupție clară VEI-7 care a fost observată direct în istoria înregistrată a fost Muntele Tambora în 1815 și a produs Anul fără vară in 1816. Erupția Minoan din Thera de la mijlocul mileniului doi IC e posibil să fi fost VEI-7, dar e posibil să fi fost doar timidă în comparație cu cei 100 kilometri cubi. Lake Taupo a avut, de asemenea, o erupție VEI-7 în 180, dar nu a fost observată direct în istoria înregistrată.  A fost observată indirect prin norii de cenușă care au ajuns până în Imperiul Roman și Dinasta Han din China.
Vulcanii care au produs erupții explozive de tipul VEI-8, adesea numiți în media ca „supervulcani”, sunt erupții care eliberează un volum de cel puțin 1.000 km cubi cu efecte devastatoare pe termen lung pentru zona înconjurătoare.Efectele imediate ale acestor erupții cuprind efecte asupra climei globale, lăsând efecte profunde asupra climatului pentru mulți ani. Nicio erupție de tipul VEI-8 nu a fost produsă în istoria umanității.